# Ferrari FF
De Ferrari FF, gelanceerd in 2011, is de eerste Ferrari met vierwielaandrijving. De wagen is gemaakt met de intentie een gezinswagen aan het Ferrari-gamma toe te voegen. Het is een kruising tussen een coupé en een stationwagen, een shooting brake. FF staat dan ook voor Ferrari Four. Anders dan concurrenten als de Porsche Panamera en de Aston Martin Rapide, heeft deze Ferrari maar twee deuren, om het sportief te houden. Er is echter veel ruimte in de auto. Er werd enige kritiek geleverd op de auto vanwege de grote afmetingen. De V12 blijft, ondanks de bedoeling van het model een familiewagen van te maken.

## Afbeeldingen

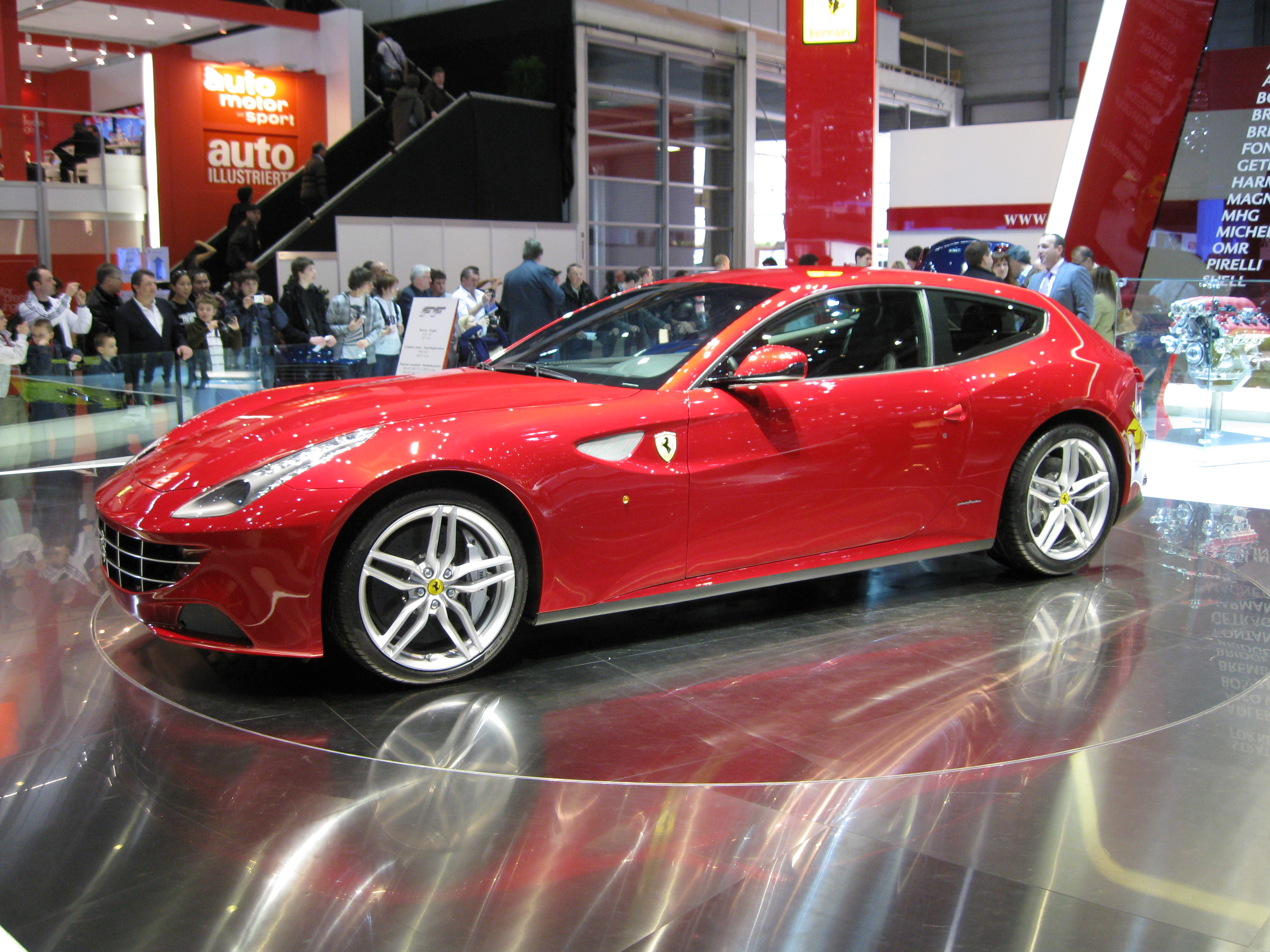
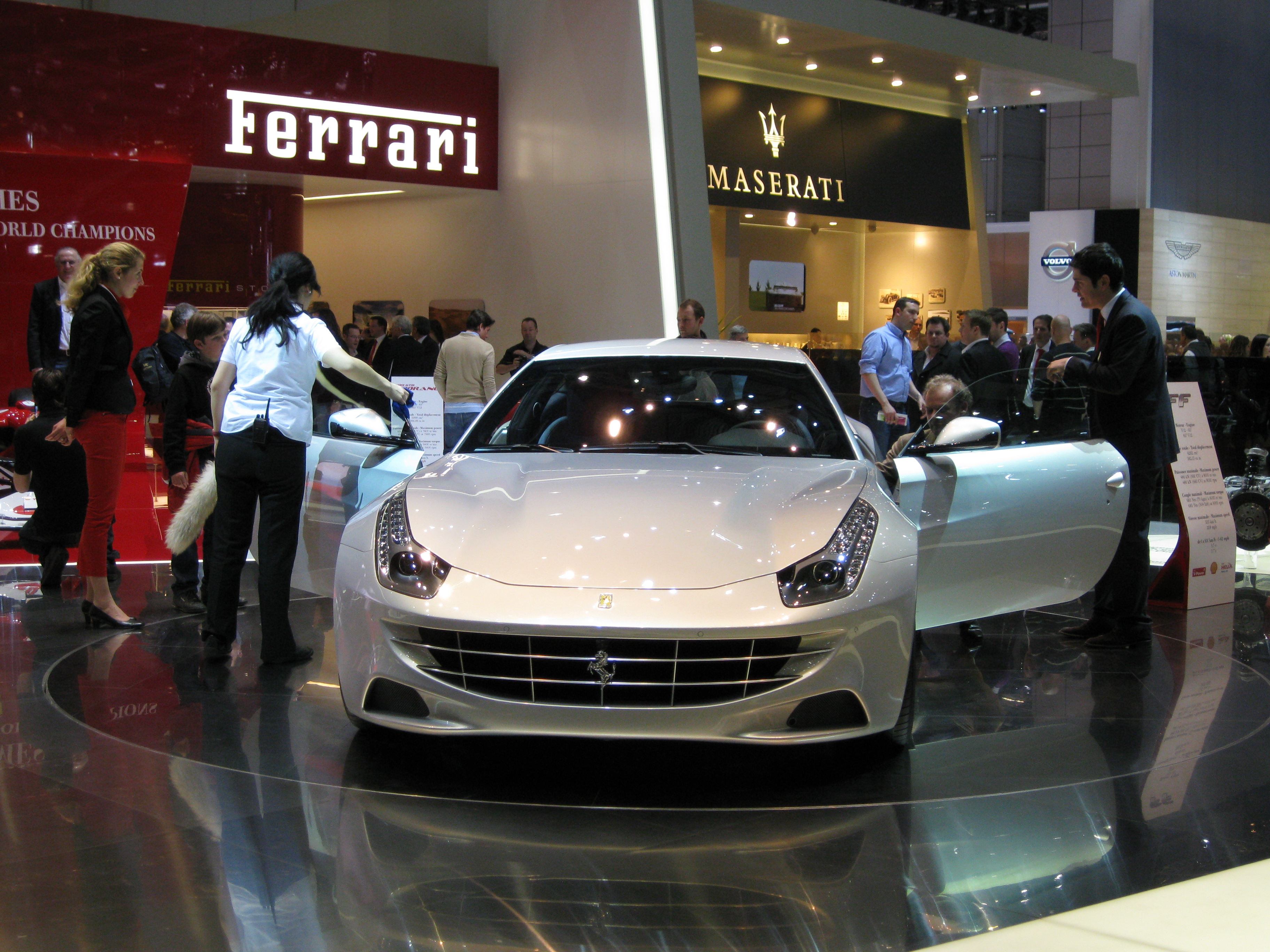
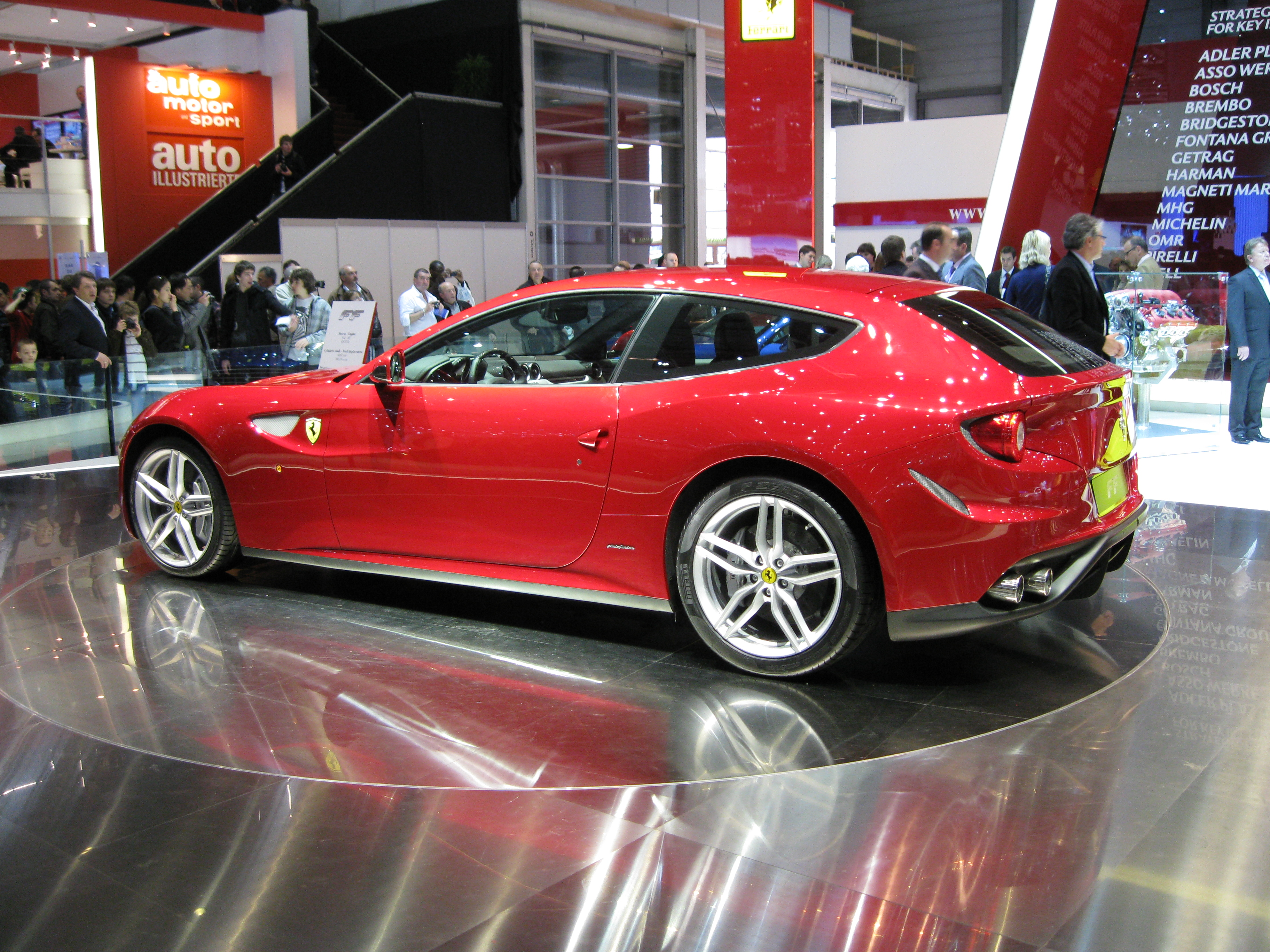